# Gilberto Rojas Enríquez
Gilberto Rojas Enríquez (Oruro, 10 de marzo de 1916) fue un músico, compositor y educador boliviano. Prolífico autor, compuso unas 400 canciones, entre las que destacan «Viva Santa Cruz» (considerada como el segundo himno de la ciudad de Santa Cruz de la Sierra), la cueca «Flor de Chuquisaca», «Potosí de mi amor», «Oh mi Oruro», el huayño «Boquita de cereza», el taquirari «Ojos azules» y el vals «A Iquique».

## Biografía de Gilberto Rojas
Hizo estudios de piano en el Conservatorio Nacional de Música de La Paz, a donde ingresó en 1929 y fue alumno de Antonio Gonzales Bravo y Manuel B. Sagárnaga, entre otros. En Buenos Aires, ingresó a la academia del maestro Clemens.
Sus padres fueron Juan Rojas e Irene Enríquez. A los 16 fue como voluntario, a la Guerra del Chaco (1932-1935), fue declarado benemérito de la patria, recibiendo la Cruz de Bronce. De retorno a La Paz se dedicó íntegramente a difundir su obra musical, como miembro de distintos grupos. Trabajó como profesor inicialmente en el Instituto Americano (1944) y luego siguió como maestro de música en los colegios Don Bosco, Ayacucho y Sagrados Corazones. Catedrático de la Universidad Túpac Katari, fue Supervisor Distrital de Educación Musical (1971-1973) y luego Jefe de la Sección Folklórica del departamento de música del Ministerio de Educación. Se jubiló en 1973. Fue Director de la Discoteca Universitaria (1978–1979).
El 16 de julio de 1956, recibe la más alta condecoración que otorga el Gobierno de Bolivia, la Orden del Cóndor de los Andes en el grado de Caballero. En 1973  ingresa a la “Sociedad Argentina de autores y compositores” en las que registra muchas de sus  obras
En 1976 recibe la condecoración del club leones de Santa Cruz, por su obra  “Viva Santa  Cruz”, considerado el segundo Himno de la tierra oriental.
El día 22 de noviembre de 2014, de manera póstuma le fue entregada la distinción máxima que entrega la ciudad de Iquique, y mediante decreto alcaldicio N°1864, fue reconocido como Hijo Ilustre de la Ciudad de Iquique, la que fue recibida por su hermano Efraín Rojas Enríquez, de manos del alcalde Jorge Soria Quiroga, por la creación del Vals de Iquique, que se ha constituido un verdadero himno entre los iquiqueños, y su constitución como un símbolo integrativo cultural, a partir de su trabajo musical, lo cual lo convierte en un notable ejemplo de integración cultural entre los pueblos, , especialmente entre Oruro e Iquique.

"Consubstanciado con el hombre boliviano y sus costumbres, impresionado por el paisaje de este mosaico que se sintetiza desde los Andes imponentes pasando por los apacibles valles, hasta fértiles llanos y lujuriosas selvas; conmovido por sentimientos simples unas veces y otras, profundos, Gilberto Rojas, asimiló todo esto y con inspiración genuina supo traducirlas en canciones".
Mario Castro

"Debemos a Gilberto Rojas haber introducido su música alegre y emotiva en los salones de nuestra sociedad, música netamente boliviana".
Alfredo Peralta Auza

## Composiciones
Ha compuesto más de 400 temas en distintos ritmos nacionales, algunos de mayor repercusión son:
- «Dios de guarde madrecita» (1937)
- «Cunumicita» (taquirari)
- «Ojos azules» (Huayño, 1947)
- «Viborita chis chis chi»s (taquirari,1953)
- «A Uyuni» (huayño) (1956)
- «Viva Santa Cruz» (taquirari,1959)
- «Flor de Chuquisaca» (cueca,1960)
- «Prenda querida» (polca)
- «Viva Cochabamba» (huayño)
- «Flor de Santa Cruz» (carnaval)
- «Negrita» (taquirari)
- «Luna Chapaca» (taquirari)
- «Oh mi Oruro» (taquirari)
- «Palmeras»
- «Potosí de mi amor» (vals)
- «Vals de Iquique»
- «Linda piqueñita»

## Premios
- Primer Premio en el Concurso de Música Boliviana convocado por la Alcaldía de La Paz con el taquirari «Negrita» (1945).
- Primer Premio del Carnaval Paceño por su taquirari «Viborita Chis Chis Chis» (1953).
- Premio Amancaya de Plata en el Festival Tarija Musical con su taquirari «Luna Chapaca» (1977).